# Neubiberg
Neubiberg er en kommune i Landkreis München (Oberbayern), i den tyske delstat Bayern.
Ud over Neubiberg ligger i kommunen Unterbiberg. Kommunen grænser til Münchenbydelene Neuperlach og Waldperlach, til kommunerne Ottobrunn og Unterhaching samt til bydelen Waldkolonie i kommunen Putzbrunn.

## Geografi
Kommunen område er ualmindelig langstrakt i øst-vestlig retning og kun fra ca. 6 km og helt ned til 500 m bredt. Hovedbebyggelsen ligger i den østlige del af kommunen. Den midterste del af kommunen er en del af universitetsområdet; Mod vest ligger landsbyen Unterbiberg, der er den historiske bydel i kommunen